# Colour Me
Colour Me è un singolo della cantante pop italiana Sabrina Salerno, pubblicato il 24 giugno 2014.

## Descrizione
Colour Me è stato scritto da Mauro Lovisetto e dalla stessa Sabrina Salerno, la quale ha anche partecipato alla produzione del brano, affidata al produttore discografico statunitense Rick Nowels. In un'intervista all'ANSA Sabrina ha raccontato com'è nato il brano e la collaborazione con Nowels:
Il brano è stato pubblicato in formato digitale ed è entrato in rotazione radiofonica il 23 giugno 2014. Sabrina ha eseguito il brano per la prima volta il 29 giugno durante un concerto al gay pride di Barcellona.

## Video musicale
Il video musicale ufficiale di Colour Me è stato diretto da Mauro Lovisetto, coautore del brano e regista dei video dei precedenti singoli di Sabrina Call Me e Erase/Rewind, ed è stato pubblicato il 24 giugno 2014 sul canale Vevo della cantante. Durante il video, che vede Sabrina eseguire la canzone in diverse ambientazioni, compare anche il testo del brano, in maniera simile ai lyric video.

## Tracce
Download digitale
Testi di Mauro Lovisetto e Sabrina Salerno, musiche di Rick Nowels e Sabrina Salerno.
1. Colour Me (Radio Edit) – 4:02
2. Colour Me (Enrico Monti Remix) – 3:37
3. Colour Me (Berny Barbaro Remix) – 3:33
4. Colour Me (Short Version) – 3:30